# Гуанчжоу Сити
«Гуанчжоу Сити» (кит. 广州富力), бывший «Гуанчжоу R&F» — бывший китайский футбольный клуб из города Гуанчжоу, провинция Гуандун, выступал в первой китайской лиге. Ранее известен под названиями «Чанша Цзиньдэ», «Шэньчжэнь Фэнхуан», «Шэньчжэнь МАЗАНБА». По итогам сезона 2011 года занял второе место в первой лиге и с сезона 2012 года получил право выступать в Суперлиге. Сокращение, встречающееся в названии (R&F), является переводом двух последних иероглифов названия 富力, а именно: «богатство (Rich)» и «сила (Force)». Расформирован 29 марта 2023 года. 

## История
Клуб был основан в 1986 году в городе Шэньян, и назывался ФК «Шэньян Цзиньдэ» (кит. упр. 沈阳金德, пиньинь Shěnyáng Jīndé) до того, как клуб переехал в город Чанша (Хунань) в 2007 году.
Футбольным клубом «Чанша Цзиньдэ» владела Компания по производству пластиковых труб Цзиньдэ (англ. Ginde Plastic Pipe Industry Group), дочерняя компания «Группы компаний Хунъюань» (англ. Hongyuan Group), спонсорами являются компания «Каппа» (итал. Kappa) и шэньянская автомобильная компания «Бриллианс Цзиньбэй» (англ. Shenyang Brilliance Jinbei Automobile, Co.).
До 2003 года назывался «Шэньян Хайши» (дословно — «Шэньянские морские львы») (англ. Shenyang Haishi; кит. 沈阳海狮) и до 1996 года назывался «Шэньян Хуаян» (англ. Shenyang Huayang; кит. 沈阳华阳). Домашней ареной был 55 тысячный шэньянский стадион «Улихэ» (англ. Shenyang Wulihe Stadium; кит. 五里河体育场), но команда должна была сменить домашний стадион на Шэньянский Олимпийский стадион до Пекинской Олимпиады 2008 года. Однако, стадион «Улихэ» был снесён в 2007 году, а команда вскоре переехала в Чанша.
После того, как в сезоне 2010 года клуб занял 16-е место и опустился в низший дивизион, его купила американская корпорация «МАЗАНБА» (MAZAMBA). В итоге в феврале 2011 года клуб переместился в Шэньчжэнь (провинция Гуандун), а его название изменилось на «Шэньчжэнь МАЗАНБА». Кроме того, владельцы клуба изменили и цвета клуба с синих на зелёные. В итоге команда стала называться Шэньчжэнь Фэнхуан. К маю 2011 года в клубе произошел серьёзный кризис, вызванный финансовыми проблемами. В основном они касались выплат игрокам и расходы на аренду жилья. При наличии серьёзных долгов и под угрозой расформирования в июне 2011 года команда была продана китайской компании «Гуанчжоу» (англ. Guangzhou R&F), занимающейся собственностью. Команда начала выступать в первой лиге, домашним стадионом стал Стадион Юэсюшань в Гуанчжоу, а цвета вновь были заменены на синие.

### Названия клуба
- 1986-93: Шэньян (沈阳)
- 1994: Шэньян Дунбэй Люяо (沈阳东北六药)
- 1995: Шэньян Хуаян (沈阳华阳)
- 1996-01: Шэньян Хайши (沈阳海狮)
- 2001-06: Шэньян Цзиньдэ (沈阳金德)
- 2007—2010: Чанша Цзиньдэ (长沙金德)
- 2011：Шэньчжэнь МАЗАНБА (深圳MAZAMBA)
- 2011：Шэньчжэнь Фэнхуан (深圳凤凰)
- 2011—2020: Гуанчжоу Фули (广州富力)
- 2020—2023: Гуанчжоу Сити

## Результаты
- По итогам сезона 2012 года

За все время выступления
| Сезон    | 1986 | 1987  | 1988 | 1989 | 1990 | 1991 | 1992 | 1993 |
| -------- | ---- | ----- | ---- | ---- | ---- | ---- | ---- | ---- |
| Дивизион | 2    | 2     | 1    | 2    | 2    | 2    | 1    | 2    |
| Место    | 4 1  | 3 1 2 | 17   | 9    | 7    | 2    | 8 3  | 6 1  |

| Сезон    | 1994 | 1995 | 1996 | 1997 | 1998 | 1999 | 2000 | 2001 | 2002 | 2003 | 2004 | 2005 | 2006 | 2007 | 2008 | 2009 | 2010 | 2011 | 2012 |
| -------- | ---- | ---- | ---- | ---- | ---- | ---- | ---- | ---- | ---- | ---- | ---- | ---- | ---- | ---- | ---- | ---- | ---- | ---- | ---- |
| Дивизион | 1    | 2    | 2    | 2    | 1    | 1    | 1    | 1    | 1    | 1    | 1    | 1    | 1    | 1    | 1    | 1    | 1    | 2    | 1    |
| Место    | 11   | 8    | 7    | 3    | 11   | 11   | 7    | 14 4 | 11   | 5    | 8    | 13 4 | 12   | 10   | 11   | 14   | 16   | 2    | 7    |

- ↑  в групповой стадии
- ↑  Команда Ляонин B завоевала место на уровне 1, но по правилам Китайской футбольной ассоциации только одна команда могла выйти в высшую лигу, так Шэньян занял место команды Ляонин B
- ↑  Вошла в состав Лиги Цзя-А как участник 1992 года
- ↑  без понижения в классе